# Ibrahim Böhme
Ibrahim Böhme (Bad Dürrenberg, 18 de noviembre de 1944 - Neustrelitz, 22 de noviembre de 1999) fue un político socialdemócrata alemán de la antigua Alemania Oriental. En febrero de 1990 fue elegido presidente del Partido Socialdemócrata en la RDA (SPD por sus siglas en alemán) y dimitió el 1 de abril del mismo año, después de descubrirse que era colaborador informal de la Stasi, la policía secreta de la RDA.

## Biografía
Böhme nació en Bad Dürrenberg el 18 de noviembre de 1944. De 1966 a 1969 fue líder de un club juvenil de la Juventud Libre Alemana (FDJ), la juventud del Partido Socialista Unificado de Alemania (SED).
Antes de involucrarse en la política, Böhme tuvo varios oficios como albañil, bibliotecario, dramaturgo, profesor e historiador. A fines de la década de 1980 se hizo conocido por ser activista de derechos humanos asociado con la Iniciativa por la Paz y los Derechos Humanos.

## Carrera política
Fue cofundador del Partido Socialdemócrata en la RDA el 7 de octubre de 1989 y fue elegido como primer presidente pleno del partido en el primer congreso del SPD, en enero de 1990. Su partido quedó en segundo lugar en las primeras y únicas elecciones libres de la RDA, el 18 de marzo de 1990, y fue considerado como candidato a primer ministro en la gran coalición liderada por Lothar de Maizière.
La revista semanal Der Spiegel reportó el 24 de marzo de 1990 que Böhme había sido informante de la Stasi desde 1969 y de que había infiltrado círculos opositores en Berlín Oriental en 1985. Aunque Böhme negó esto, fue forzado a renunciar el 1 de abril del mismo año; posteriormente fue expulsado del Partido Socialdemócrata de Alemania (SPD) en 1992 por "daños serios al partido". Böhme fue uno de los  muchos ciudadanos de Alemania Oriental de los que se descubrió que eran informantes de la Stasi durante la época comunista, arruinando a veces sus relaciones personales como sus carreras.
En 1992 fue publicado en Alemania un libro sobre Böhme, escrito por Birgit Lahann, titulado Genosse Judas. Die zwei Leben des Ibrahim Böhme (Camarada Judas. Las dos vidas de Ibrahim Böhme).
Ibrahim Böhme murió por complicaciones cardíacas en Neustrelitz el 22 de noviembre de 1999 a los 55 años de edad. Hasta su muerte negó las acusaciones de haber sido colaborador informal de la Stasi.

## Filmografía
- Der Mann im schwarzen Mantel. Documental, 1994, director: Horst Königstein, guion: Torsten Schulz (coescrito con Birgit Lahann y Horst Königstein).[9]